# Kerstin Brandt
Kerstin Brandt (* 9. Dezember 1961 in Wismar als Kerstin Dedner) ist eine ehemalige deutsche Hochspringerin, die für die DDR startete.

## Leben
Sie wurde 1979 Junioreneuropameisterin. Bei den Leichtathletik-Halleneuropameisterschaften 1982 in Mailand wurde sie Vierte und bei den Weltmeisterschaften 1983 in Helsinki Fünfte.
1982 wurde sie DDR-Hallenmeisterin, 1989 Hallen-Vizemeisterin. Im Freien wurde sie bei den DDR-Meisterschaften 1979, 1987 und 1988 Dritte.
Kerstin Brandt startete für den SC Empor Rostock. In den nach der Wende öffentlich gewordenen Unterlagen zum Staatsdoping in der DDR fand sich bei den gedopten Sportlerinnen auch der Name von Brandt.

## Persönliche Bestleistungen
- Hochsprung: 1,99 m, 21. August 1983, London
  - Halle: 1,94 m, 27. Februar 1982, Senftenberg